# Збруч (село)
Збруч (до 7 березня 1946 р. — Ляшковиця) — село в Україні, у Жванецькій сільській територіальній громаді Кам'янець-Подільського району Хмельницької області.

## Назва
Первісна назва села «Ляшковиця» пов'язана з тим, що можливо походить від прізвища Ляшко. Як пояснюють мовознавці, етнонім «лях» походить від загальнослов᾽янського слова «лядо», що колись означало «молодий ліс чи житель лісу».
Указом Президії Верховної Ради УРСР від 7 березня 1946 р. село Ляшковиця перейменовано на село Збруч.

## Географія
Подільське село Збруч розташоване в південно-західній частині України, на відстані 23,5 кілометра автодорогами від міста Кам'янець-Подільський, на березі річка Збруч, на південному-заході району на межі між Хмельницькою і Тернопільською областями.

### Клімат
Для села характерний помірно континентальний клімат. Збруч розташований у «теплому Поділлі», тут весна настає на 2 тижні раніше, південь області це один з найтепліших регіоні. Але діяльність людини призводить до зміни клімату та глобального потепління.

## Історія
Поблизу села, в урочищі «Явин», археологами виявлено палеологічну стоянку і поселення черняхівської культури. Також знайдено фрагменти кераміки трипільського і скіфського часів.
Перша письмова згадка датується 1430 роком.
20 квітня 1440 року польський король Владислав III записав подільському підкоморію Янушу Кірдеєвичу 150 гривень на селі Давидківці у Скальському повіті, селах Чорнокінці та «Juliassowcze» на річці Дністер у Кам'янецькому повіті Подільської землі. Можливо, «Juliassowcze» — це пізніша Ляшковиця.
1494 року під час польсько-молдавської війни село було зруйноване, більшість його мешканців загинула. Ті, хто вижив, залишили населений пункт і поселилися за два кілометри від спаленої Ляшковиці, на пологому березі Збруча, недалеко від його впадіння в Дністер.
З XV століття Ляшковиця входила до складу кам'янецького староства.
У 1525 році король Сигізмунд I Старий дозволив викупити Ляшковицю у «державців» і дохід від цього села використовувати на свої потреби, але незабаром Ляшковиця знову була повернена до королівської власності.
1793 року разом з іншими селами віддано графу Аркадію Моркову, а від нього перейшла до його спадкоємців — князям Голіциним, а згодом Оболенським, які продали маєток.
У 1893 році тут знайдено срібний пояс, довжиною 80 см, який складається із 21 срібної платівки.
1905 року село належало Левицькому Н. Д., у ньому мешкали 702 жителі, які в основному займалися землеробством.
Внаслідок поразки Перших визвольних змагань на початку XX століття, село надовго окуповане російсько-більшовицькими загарбниками. У селі проходив кордон до 1939 року по річці Збруч, так з 1 листопада 1926 по 1 листопада 1927 польські прикордонники затримали 9509 перебіжчиків із радянської сторони, люди тікали від радянських репресій, у зворотному напрямку, за той же період 745 осіб.
Радянська окупація принесла колективізацію та розкуркулення, селяни зазнали репресій. Попри те, що люди в голоді й холоді так важко працювали, їх — простих, малоосвічених, аполітичних селян — звинувачували у зраді. Ночами забирали й вони ніколи вже не поверталися у рідне село. Майже 40 мешканців були депортовані, ув᾽язнені та розстріляні. Серед них — Роман Агафійчук, Іван та Григорій Ардатієви, перший вчитель Порфирій Воронюк, Дмитро, Іван та Микита Гуркалюки, Дмитро Зінзюк, Андрій Касіянчук, Ксенія і Мойсей Ковальчуки, Савка Ковтенюк, Яків Жерелюк, Сафроній Михайлов, Іван Присяжнюк, Андрій Солоненко, Іван Твердохліб, Тимофій Усатий.
В 1932–1933 селяни села пережили сталінський геноцид. Коли почався голод, усе більше людей намагалося втекти на правий берег річки Збруч. А там місцеві священники закликали селян збирати продукти для голодуючих з лівого берега. У Національній книзі пам᾽яті про жертв Голодомору 1932-33 років зазначено про загибель чотирьох односельців.
По закінченню Другої світової війни у 1946—1947 роках мешканці села вчергове пережили голод. 1947 року жителі села масово ходили у села Тернопільської області міняти одяг та все, що мали, на зерно та інші продукти харчування, аби зберегти життя дітям.
До 1946 року село навивалось Ляшковиця, при перейменуванні йому надано назву річки, біля якої воно розташоване. Комуністичній владі у немилість потрапили назви інших народів, у різний час було вилучено практично усі назви поселень, в основах яких звучали як давні, так і новітні етноніми, в даному випаду керувались, що поселення має етнонім «лях». Виняток було зроблено лише для етноніма «російський».
З 1991 року в складі незалежної України.
8 вересня 2017 року шляхом об'єднання сільських рад, село увійшло до складу Жванецької сільської громади. Об'єднання в громаду має створити умови для формування ефективної і відповідальної місцевої влади, яка зможе забезпечити комфортне та безпечне середовище для проживання людей.
Колишній орган місцевого самоуправління — Ластовецька сільська рада.

## Населення
Населення становить 376 осіб.

### Мова
У селі поширена південноподільська говірка, що відноситься до подільського говору, який належить до південно-західного наріччя.
100 % населення вказало своєю рідною мовою українську мову.

## Охорона природи
Село лежить у межах національного природного парку «Подільські Товтри».

## Галерея

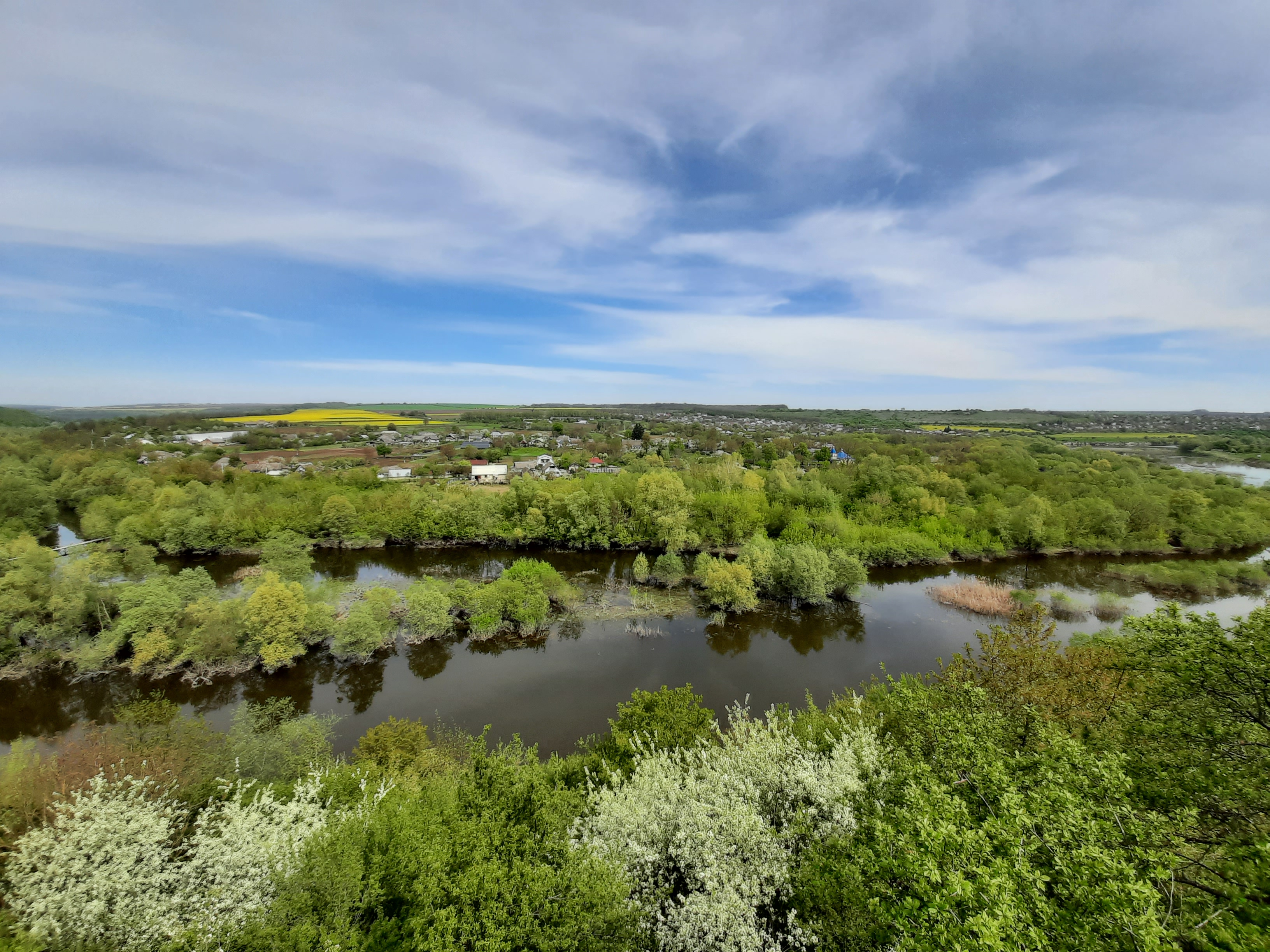
Панорама села із фортеці в Окопах
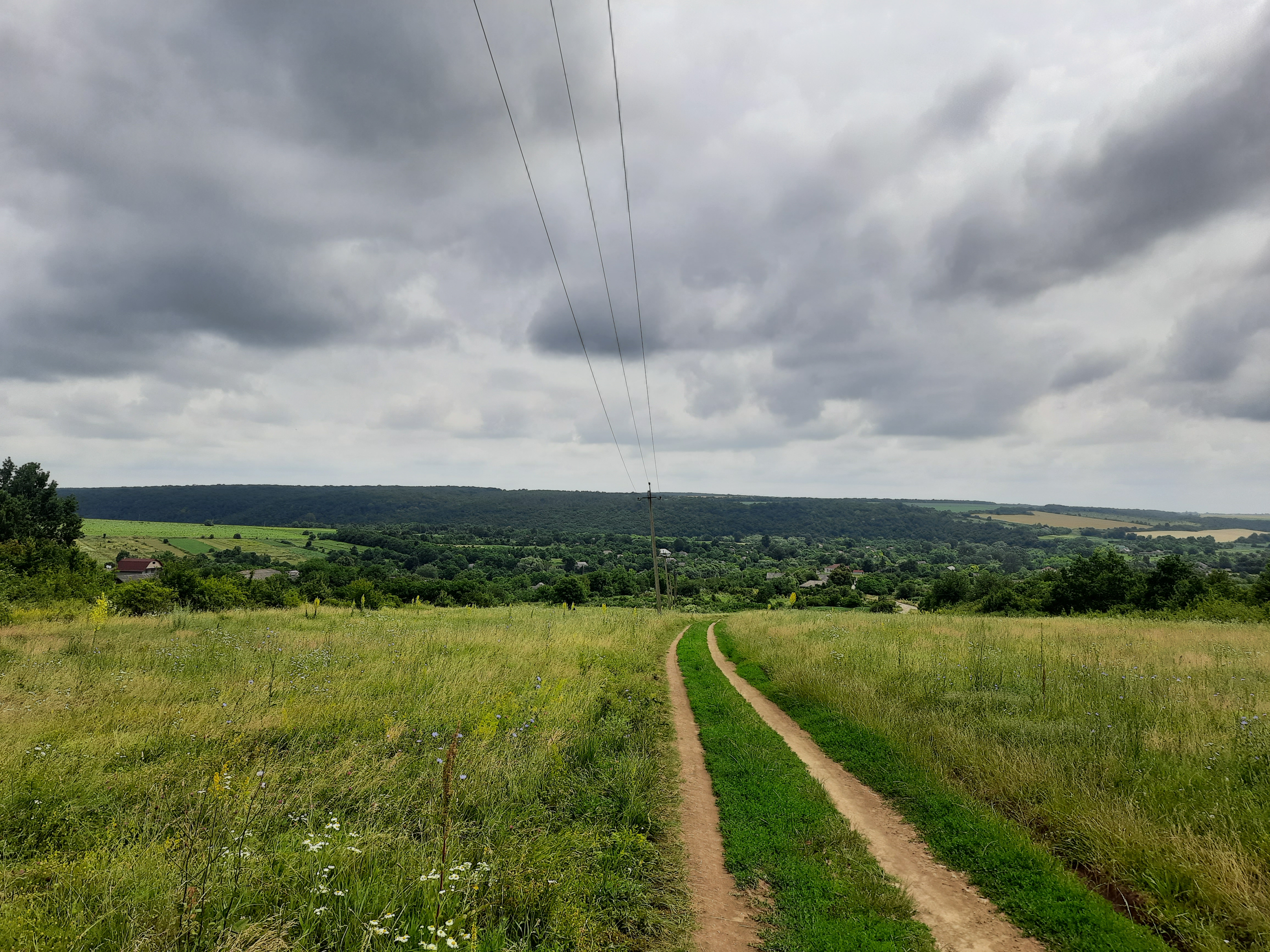
Польова дорога на село
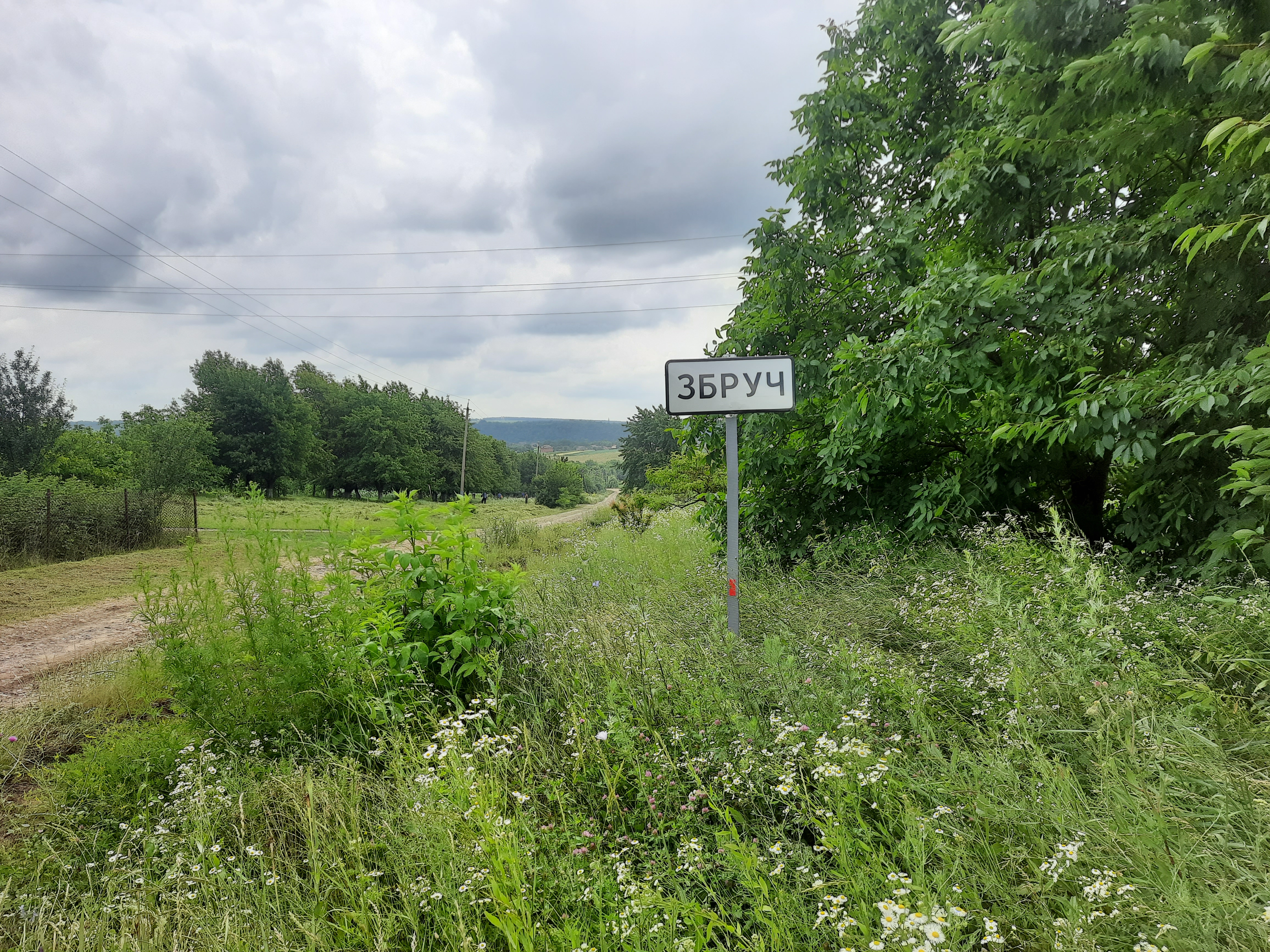
В'їзд у село
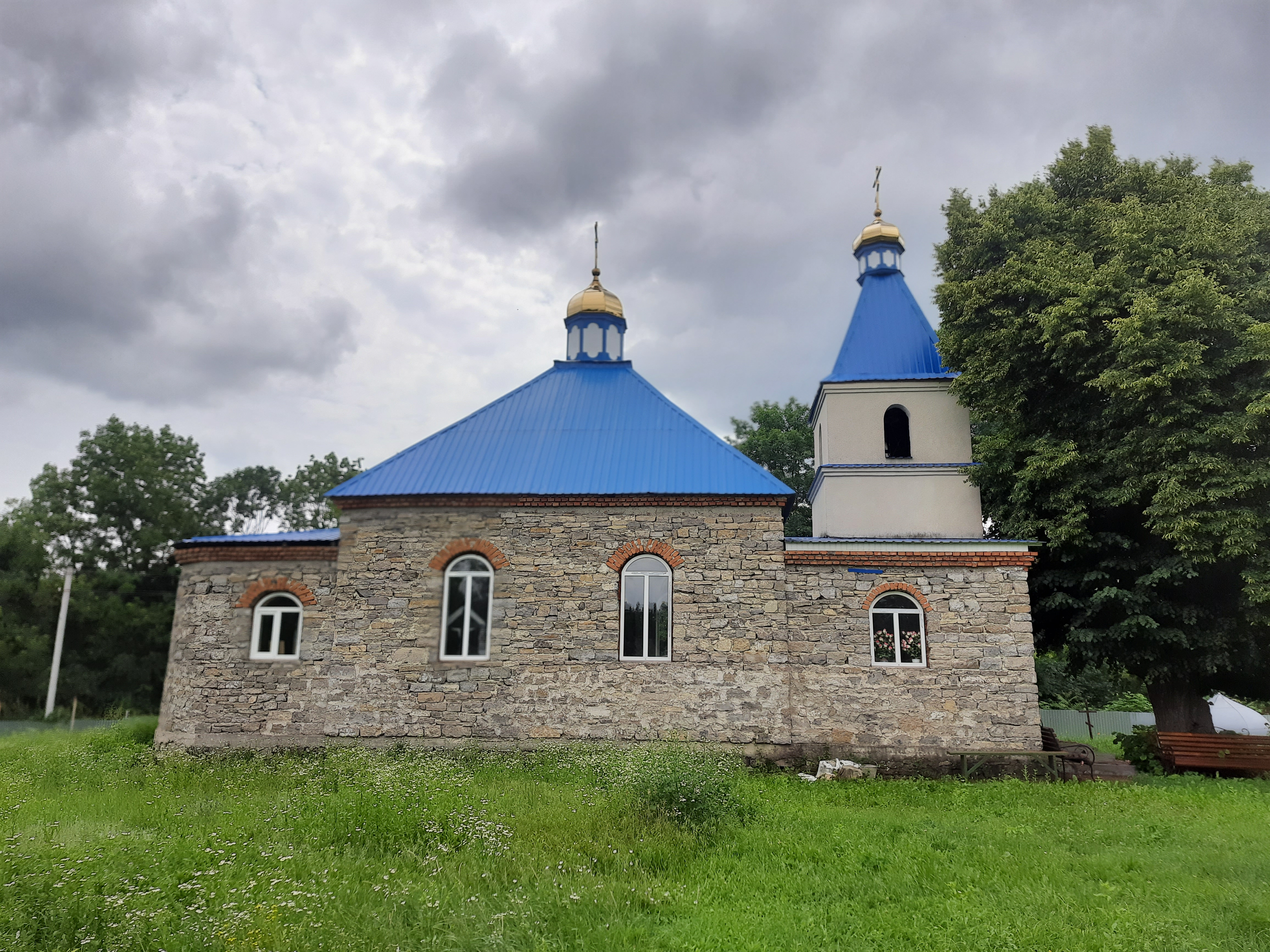
Михайлівська церква
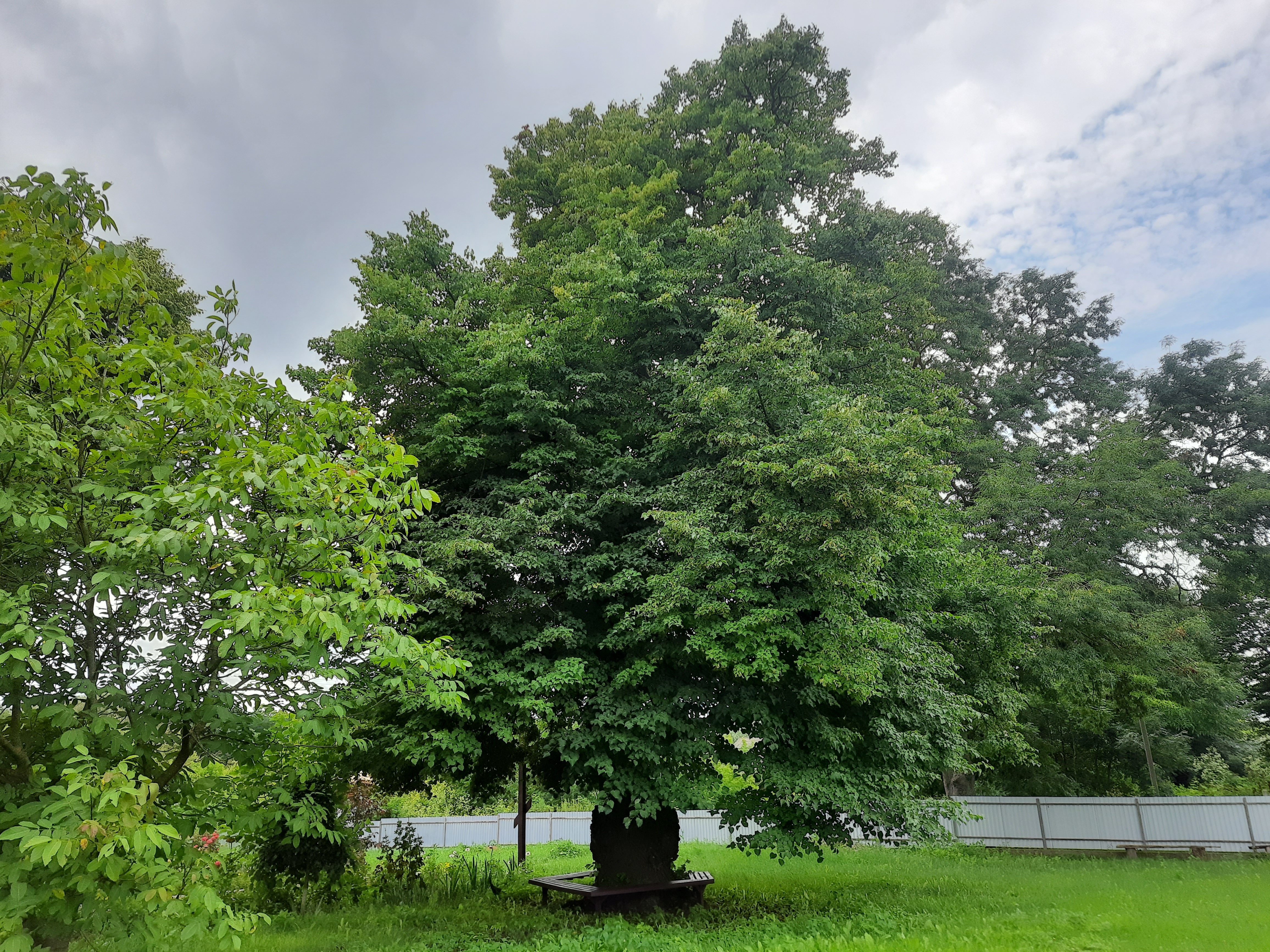
ВІковічний дуб біля церкви
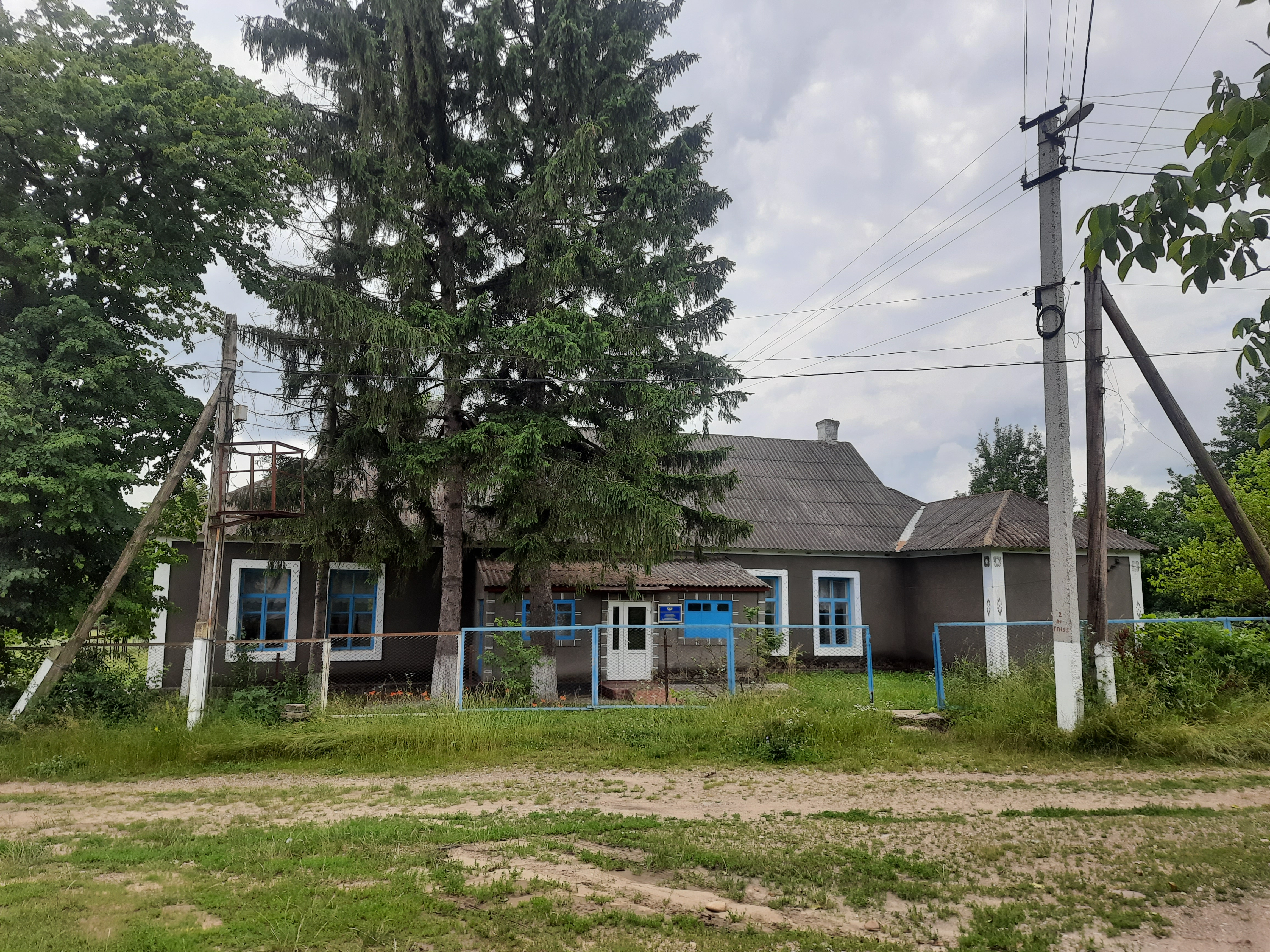
Старостат
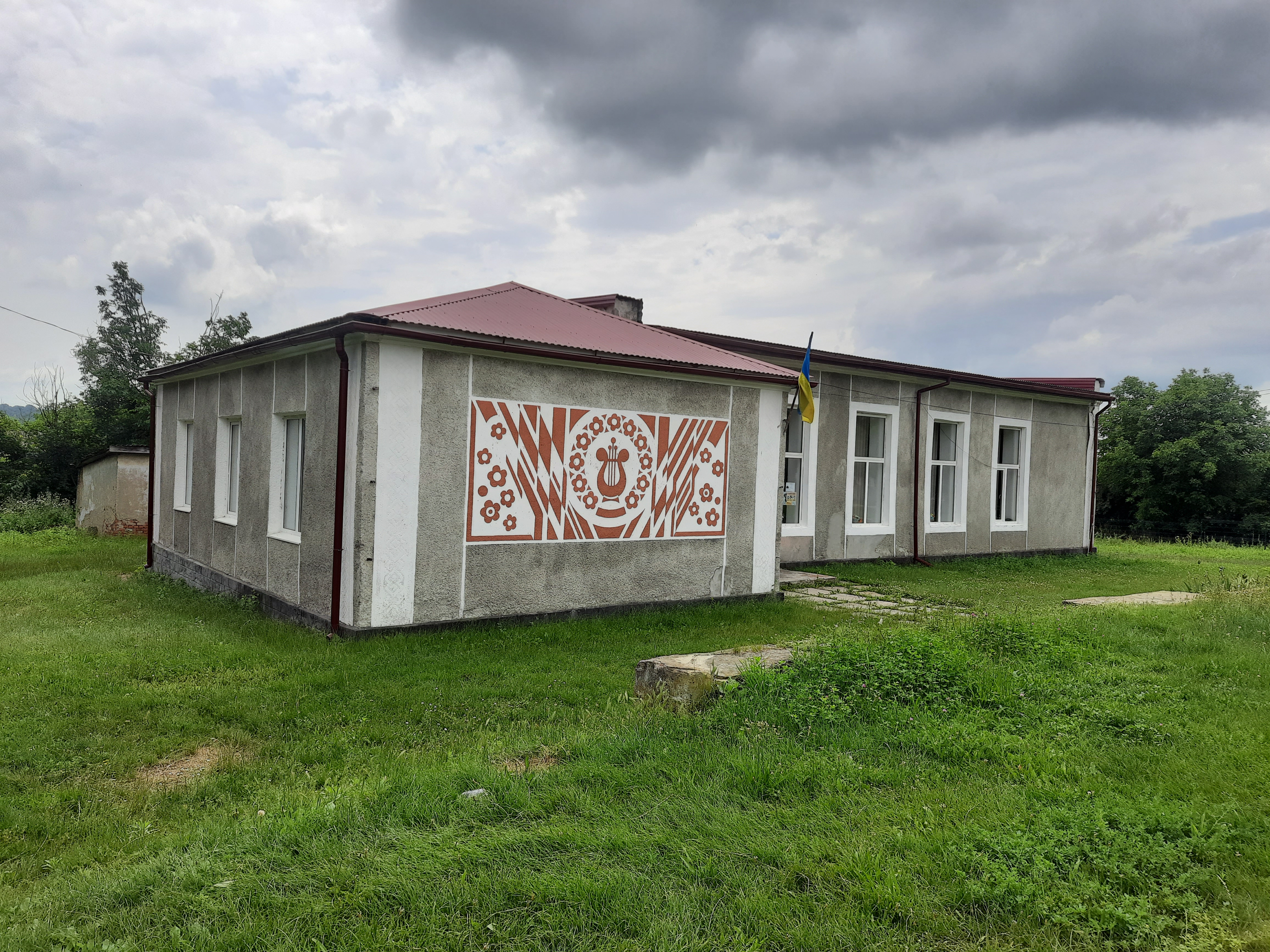
Клуб
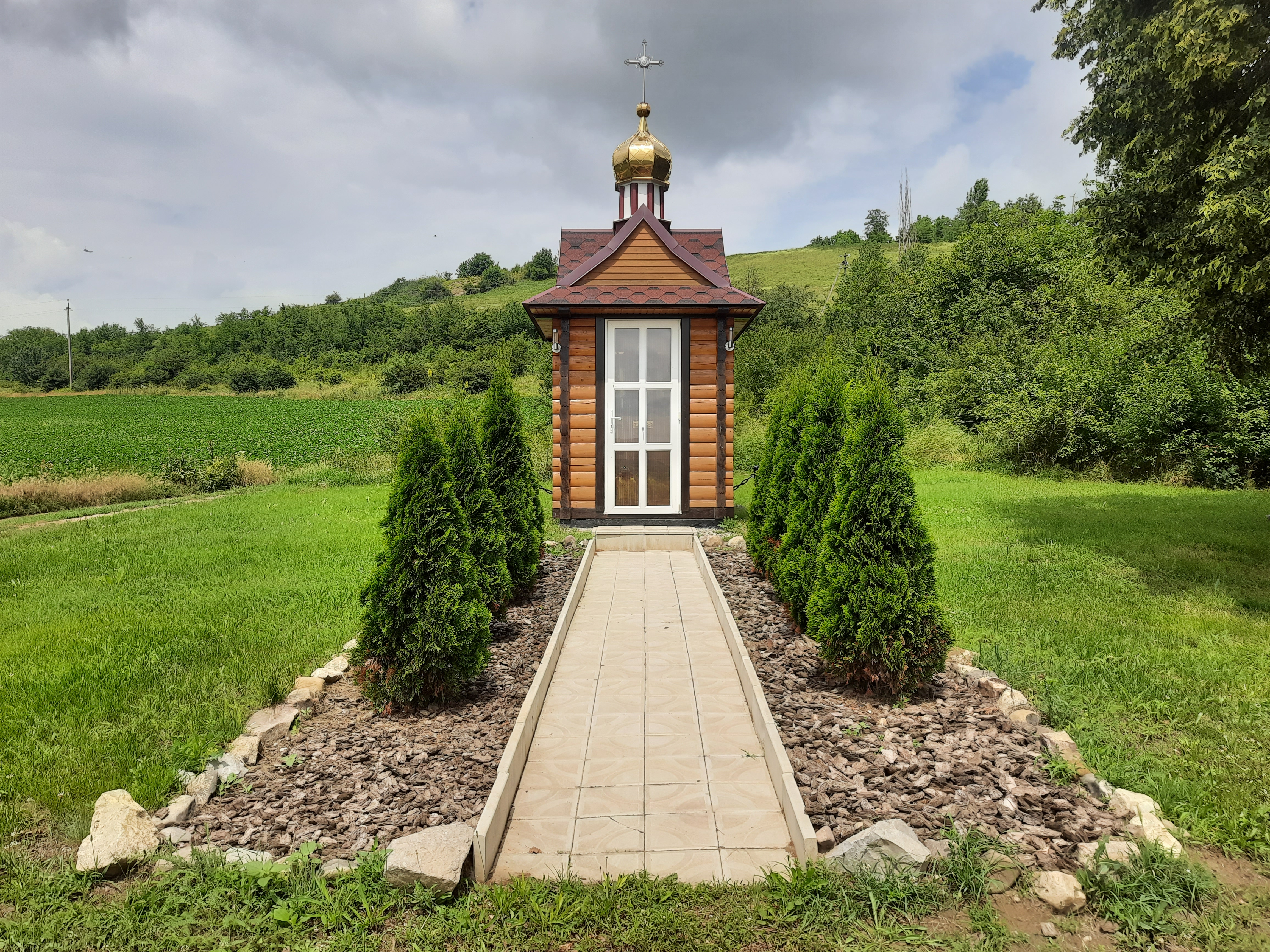
Капличка біля села
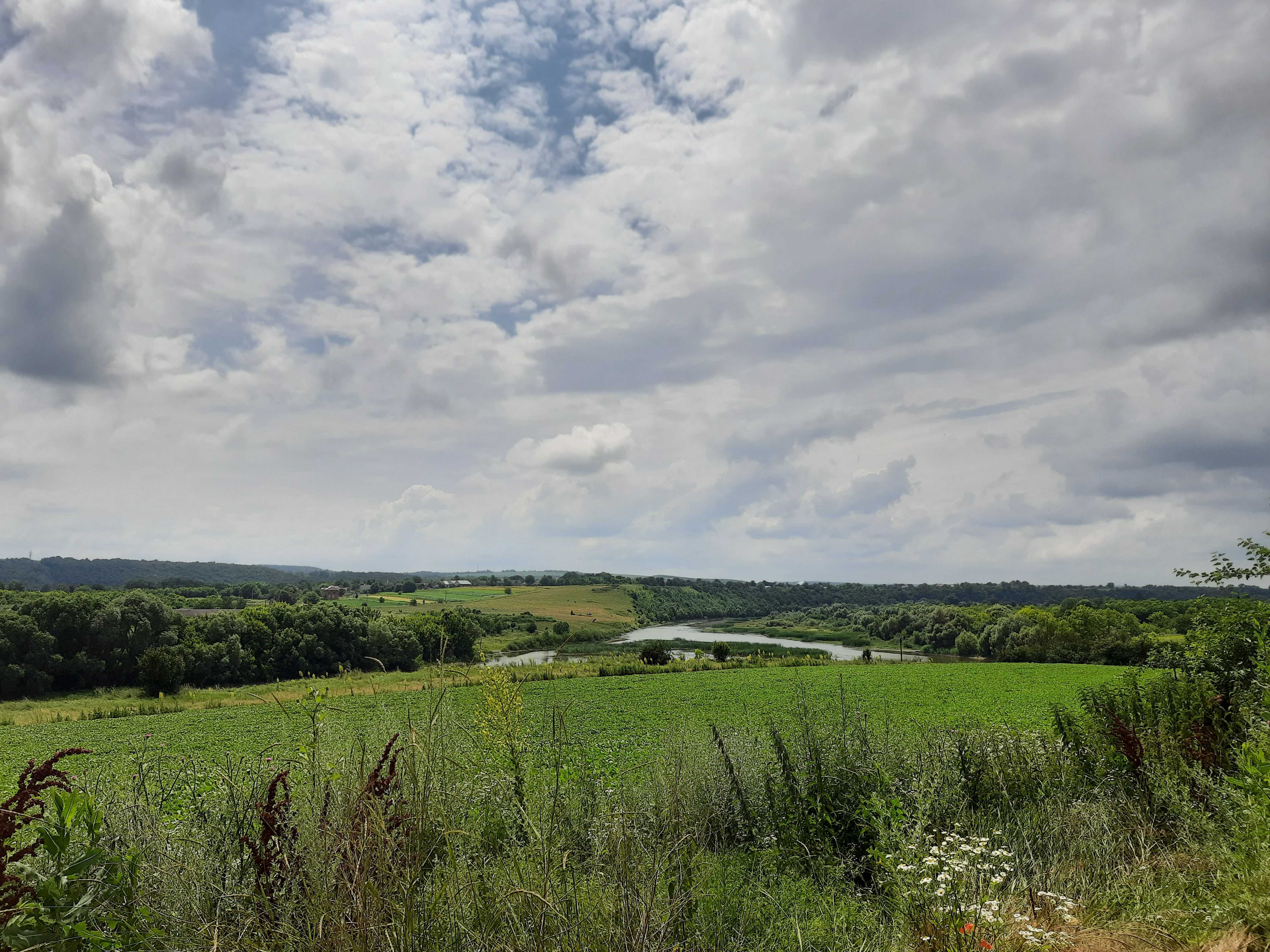
Краєвид біля села
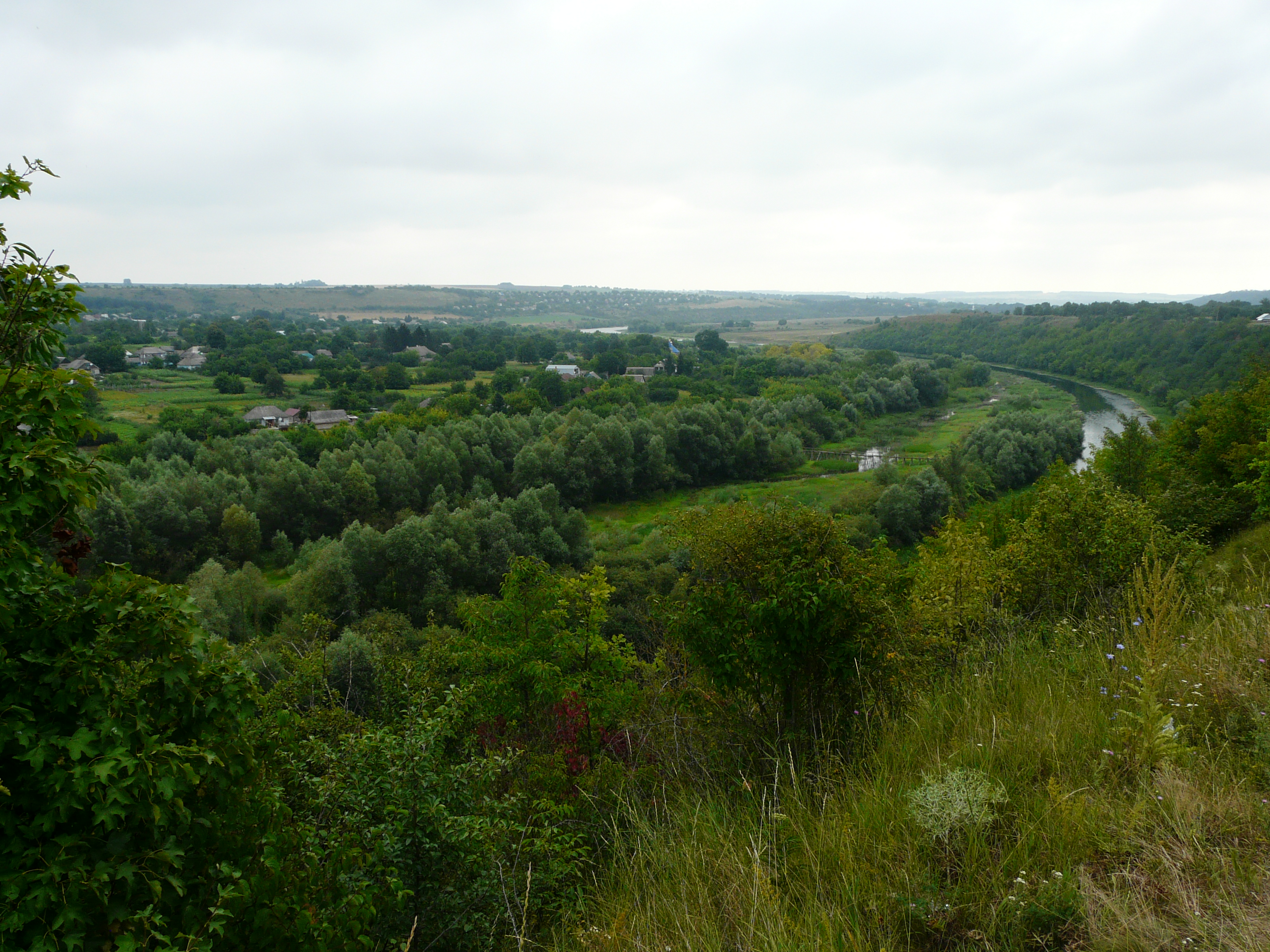
Вигляд на село та річку Збруч